# Bonnie Wright
Bonnie Francesca Wright (Londen, 17 februari 1991) is een Engelse actrice die vooral bekend is door haar rol in de Harry Potterfilms als Ginny Wemel. 
Wright was oorspronkelijk slechts gecast voor een kleine scène in de eerste film, maar werd uiteindelijk een van de vaste acteurs van de filmserie. Ze is op de set goed bevriend geraakt met actrices Evanna Lynch en Katie Leung, die de rollen van resp. Loena Leeflang en Cho Chang spelen.

## Persoonlijk
Wright heeft een relatie gehad met Harry Potter-collega Jamie Campbell Bower, die de rol van Gellert Grindelwald speelde in het voorlaatste deel van Harry Potter, Harry Potter en de Relieken van de Dood deel 1. Ze leerden elkaar op de set van die laatste HP-film kennen. In april 2011 verloofde het stel zich, maar op 2 juli 2012 werd bekendgemaakt dat de twee uit elkaar waren. 
Op 20 maart 2022 bevestigde Wright op haar Instagram-account dat ze getrouwd was met haar oude vriend, Andrew Lococo.
Op 19 september 2024 werd ze moeder van een zoon. 

## Filmografie
| Jaar | Titel                                           | Rol                   |
| ---- | ----------------------------------------------- | --------------------- |
| 2013 | Before I Sleep                                  | Phoebe                |
| 2013 | After the Dark                                  | Georgina              |
| 2011 | Harry Potter en de Relieken van de Dood deel 2  | Ginny Wemel           |
| 2010 | Harry Potter en de Relieken van de Dood deel 1  | Ginny Wemel           |
| 2010 | Geography of the Heart                          | Mia                   |
| 2009 | Harry Potter en de Halfbloed Prins (film)       | Ginny Wemel           |
| 2007 | The Replacements (Disney Channel Show)          | Vanessa               |
| 2007 | Harry Potter en de Orde van de Feniks (film)    | Ginny Wemel           |
| 2005 | Harry Potter en de Vuurbeker (film)             | Ginny Wemel           |
| 2004 | Agatha Christie: A Life in Pictures             | Jonge Agatha Christie |
| 2004 | Harry Potter en de Gevangene van Azkaban (film) | Ginny Wemel           |
| 2002 | Stranded                                        | Jonge Sarah Robinson  |
| 2002 | Harry Potter en de Geheime Kamer (film)         | Ginny Wemel           |
| 2001 | Harry Potter en de Steen der Wijzen (film)      | Ginny Wemel           |